# Jackal (Schiff, 1939)
Die HMS Jackal (F22) war ein britischer Zerstörer der J-Klasse. Der 1939 in Dienst gestellte Zerstörer wurde im Zweiten Weltkrieg mit den Battle Honours Atlantic 1939–41, Norway 1940, English Channel 1940, Crete 1941, Mediterranean 1941 und Libya 1940–41 ausgezeichnet.
Am 12. Mai 1942 wurde die durch einen Luftangriff schwer beschädigte und brennende Jackal nach Übernahme der Besatzung von der Jervis mit einem Torpedo versenkt. Bei diesem Vorstoss gegen ein Geleit der Achsenmächte waren bei den Luftangriffen am Vortag schon die Zerstörer Lively und Kipling nach Bombentreffern sofort gesunken.

## Geschichte
HMS Jackal wurde am 25. März 1937 als Zerstörer der J-Klasse zusammen mit einem Zerstörer der K-Klasse bei John Brown & Company in Clydebank bestellt. Gleichartige Aufträge gingen auch an sieben weitere britische Werften.

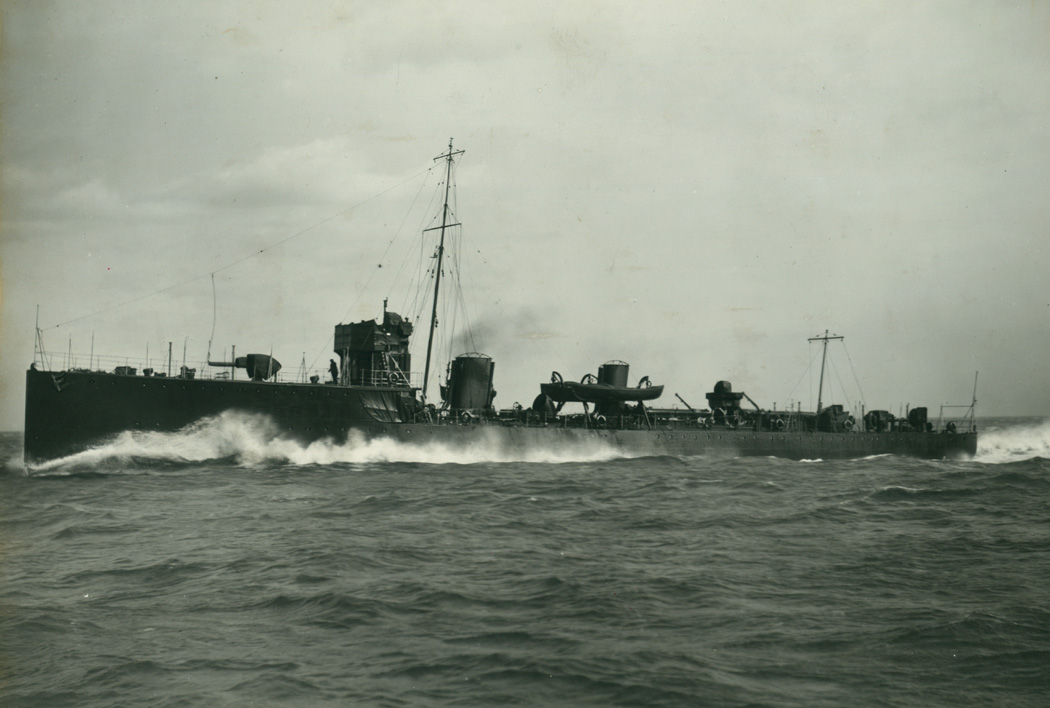
Die Jackal von 1911

Die Kiellegung des Neubaus mit der Baunummer 556 erfolgte am 24. September 1937 und am 25. Oktober 1938 wurde er als 7. Jackal der Royal Navy vom Stapel gelassen. Zuletzt hatte ein Zerstörer der Acheron-Klasse von 1911 bis 1920 im Dienst den Namen geführt.

Am 13. April 1939 wurde die Jackal als erstes Schiff der neuen Klasse in Dienst gestellt. Nach ihrer Indienststellung wurde sie der 7. Zerstörerflottille der Home Fleet zugeteilt.

### Einsätze des Zerstörer
Bei Kriegsbeginn bildete die 7. Flottille mit den Leichten Kreuzern Southampton und Glasgow des 2. Kreuzergeschwaders die Humber Force in Grimsby, um etwaige Vorstöße der Kriegsmarine gegen die britische Ostküste oder in der südlichen Nordsee schneller abzuwehren zu können. Die 7. Flottille verfügte über die sieben bereits in Dienst gestellten Zerstörer der J-Klasse. Die allein noch nicht fertiggestellte Jaguar wurde bis Ende September noch durch den älteren Zerstörer Echo in der Flottille ersetzt. Eine der ersten Aufgaben des Zerstörers war die Sicherung der Rückführung des Botschaftspersonals beider Seiten mit einer niederländischen Fähre zwischen Gravesend und Rotterdam zusammen mit den Schwesterschiffen Janus und Juno. Es schlossen sich bis Ende Februar 1940 Patrouillen- und Begleitdienste in der Nordsee, im Ärmelkanal und der Westansteuerung an. Eine Kollision mi der Janus im Oktober 1939 in Kirkwall erforderte zur endgültigen Behebung einen 14-tägigen Werftaufenthalt in Grimsby. Am 28. Februar 1940 kollidierte der Zerstörer dann bei der Sicherung eines Ostküsten-Geleits mit dem kleinen schwedischen Dampfer Storfors (555 BRT. 1918), der sofort sank. Seine Besatzung konnte gerettet werden.
Die beschädigte Jackal lief gesichert durch Janus zum Tyne und wurde schließlich bei Blyth Dry Docks bis Mitte April 1940 repariert.
Ab dem 20. April 1940 begleitete Jackal mit Javelin die britischen Handelsschiffe Cedarbank, St. Magnus und St. Sunniva von Leith nach Åndalsnes beim Transport militärischer Nachschubgüter für die alliierten Landungskräfte südlich von Trondheim in Norwegen. Am 21. April wurde die Cedarbank vor der norwegischen Küste von U 26 torpediert und versenkt. Am 29. liefen Jackal und Javelin mit dem Kreuzer Glasgow nach Molde, wo Jackal dem norwegischen König Haakon VII. und Kronprinz Olav, Teilen der norwegischen Regierung und alliierten Diplomaten als Fähre zum vor dem Hafen liegenden Kreuzer diente. Der nahm auch 35 Tonnen der norwegischen Goldreserven an Bord und lief dann gesichert von den beiden Zerstörern nach Tromsø, um König und Regierung vor den anrückenden Deutschen in Sicherheit zu bringen.
Bis zum 13. Mai erfüllte die Jackal weitere Sicherungsaufgaben vor der norwegischen Küste, darunter auch Artillerieunterstützung für gelandete alliierte Truppen zusammen mit dem Kreuzer Enterprise.
Schließlich begleitete sie die schwerbeschädigte Sloop Pelikan in die Heimat, als sie zur Unterstützung der Evakuierungsmaßnahmen aus den Niederlanden und Belgien in die südliche Nordsee verlegen sollte.
Im Mai 1940 wurde der Zerstörer der 5. Zerstörerflottille unterstellt und anfangs in Harwich, später in Plymouth stationiert, wo sie Patrouilleneinsätze im Ärmelkanal durchführte. Die 7. Flottille wurde aufgelöst, da etliche Einheiten der J- und der K-Klasse zur Mediterranean Fleet verlegt wurden und dort die „14th Destroyer Flotilla“ bildeten.
In der Nacht zum 11. Oktober 1940 sicherte die Jackal mit sechs weiteren Zerstörern der 5. Flottille die Beschießung der Hafeneinrichtungen von Cherbourg durch das Schlachtschiff Revenge, bei der bestimmte Ziele auch den Zerstörern zugewiesen wurden. In der darauffolgenden Nacht versuchte die Flottille, die deutsche 5. Torpedobootsflottille zu stellen, die mit Greif, Kondor, Falke, Seeadler und Wolf in das Seegebiet vor der Isle of Wight vorgestoßen war und einige leichte britische und frei-französische Einheiten versenkt hatte. Die unterlegenen deutschen Boote konnten den modernen fünf britischen Zerstörern entkommen. In der Nacht zum 18. Oktober kam es zu einem Gefecht der deutschen Zerstörer Hans Lody, Karl Galster, Friedrich Ihn und Erich Steinbrinck  unter dem F.d.Z., Korvettenkapitän Erich Bey, die zum Bristolkanal vorstoßen wollten. Die Briten hatten das Auslaufen von fünf deutschen Zerstörern aus Brest rechtzeitig erkannt, ihre Geleitzüge gestoppt und einen Verband mit den Kreuzern Newcastle und Emerald sowie den Zerstörern Jackal (mit dem Flottillenchef Louis Mountbatten), Jupiter, Kashmir, Kelvin und Kipling gegen den deutschen Vorstoß angesetzt. Als die feindlichen Verbände sich sichteten, eröffneten sie auf großer Distanz das Feuer, ohne Treffer zu erzielen. Da die britischen Zerstörer bei den Kreuzern blieben, konnten sich die Deutschen zurückziehen. Die als Unterstützungsgruppe mit sechs Booten in See befindliche deutsche 5. Torpedobootsflottille konnte nicht in das Gefecht eingreifen. Die Angriffe der Luftwaffen beider Seiten auf die rückmarschierenden Verbände führten nur zu unbedeutenden Schäden.
Am 29. November 1940 kam es zu einem intensiveren Gefecht der deutschen Zerstörer Karl Galster, Hans Lody und Richard Beitzen mit Javelin, Jupiter, Kashmir, Jackal und Jersey, in dessen Verlauf Mountbattens Führungszerstörer Javelin von zwei Torpedos getroffen wurde und Bug und Heck verlor. Danach wurde der Kampf abgebrochen und die Jackal übernahm die Verwundeten der Javelin und brachte sie nach Plymouth.
Ab Anfang Dezember 1940 bis Mitte Januar 1941 wurde die Jackal auf einer Werft in Immingham überholt, um danach zur Sicherung auf den Zufahrtswegen zu den Britischen Inseln und bei einigen Minenoperationen eingesetzt zu werden.

### Einsätze im Mittelmeer
Im April 1941 wurde auch die Jackal mit anderen Einheiten der 5. Flottille zur Mittelmeerflotte abkommandiert und traf am 24. April in Gibraltar ein, wo sie die Force H verstärkte. Nach ihrer Ankunft in Malta am 28. April wurde sie mit den Schwesterschiffen der mit Angriffen auf die feindlichen Nachschublinien beauftragten Force K unterstellt. Der erste Einsatz der neuen Zerstörer der Force K war erfolglos, führte aber beim Einlaufen nach Malta am 2. Mai 1941 zum Verlust der Jersey (siehe dort). Mit den anderen Zerstörern der Force K (Kelly, Kelvin, Kashmir und Kipling) beschoss die Jackal in der Nacht zum 11. Mai Bengasi.
Am 23. Mai liefen die Zerstörer der Force K dann in das Seegebiet um Kreta, um nach der Luftlandung der Deutschen auf der Insel (Unternehmen Merkur) Verstärkungen über See zu verhindern. Alle Schiffe wurden mehrfach aus der Luft angegriffen, wobei Kelly und Kashmir verloren gingen. Jackal hatte mehr Glück und konnte am 28. Mai aus Heraklion und am 31. Mai aus Sphakia alliierte Truppen evakuieren.

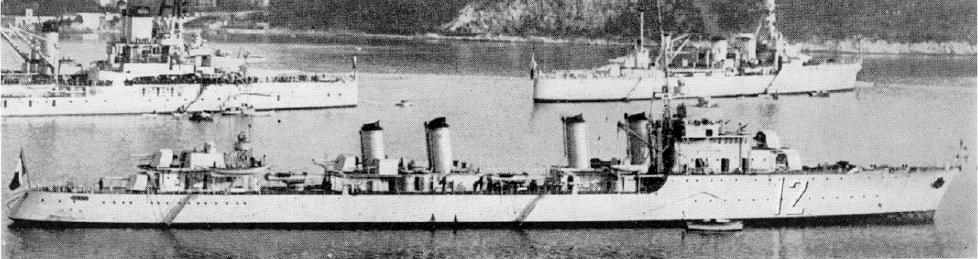
Die Guepard vor Anker

Anfang Juni kam die Jackal dann zur Unterstützung der alliierten Bodentruppen bei der Besetzung des von Vichy-Frankreich kontrollierten Syriens zum Einsatz. Am 9. beschossen die französischen Großzerstörer Valmy und Guepard alliierte Bodentruppen und trafen in einem Gefecht vor Sidon den britischen Zerstörer Janus mehrfach. Dessen Vernichtung konnten Jackal sowie Isis und Hotspur verhindern, indem sie in das Gefecht eingriffen. Die französischen Schiffe erzielten noch einen Treffer auf der Jackal, zogen sich dann aber nach Beirut zurück.
Am 4. Juli war die Jackal noch an der Beschießung letzter vichy-französischer Stellungen nahe Beirut durch die Kreuzer Ajax und Naiad sowie die Zerstörer Kimberley, Havock, Hasty und die australische Nizam beteiligt.
In der Folgezeit sicherte der Zerstörer Konvois zur Versorgung von Malta und Tobruk und Bewegungen der schweren Einheiten der Mittelmeerflotte. Am 19. November griff er mit der Kipling nahe dem Halfayapass auch in die Landkämpfe ein. Die Jackal gehörte zu den Sicherungskräften der 1st Battle Squadron von drei Schlachtschiffen, als das Schlachtschiff Barham am 25. November 1941 von U 331 torpediert wurde und nach einer Munitionsexplosion sank.
Bei dem Versuch mit Jaguar und Jervis, italienische Zerstörer vor der nordafrikanischen Küste zu stellen, wurde der britische Verband Anfang Dezember 1941 vor Derna von italienischen Torpedobombern angegriffen, welche die Jackal trafen. Nach einer Notreparatur der Ruderanlage konnte sie Alexandria wieder erreichen und fiel wegen der notwendigen Reparatur bis April 1942 aus.

### Das Ende derJackal

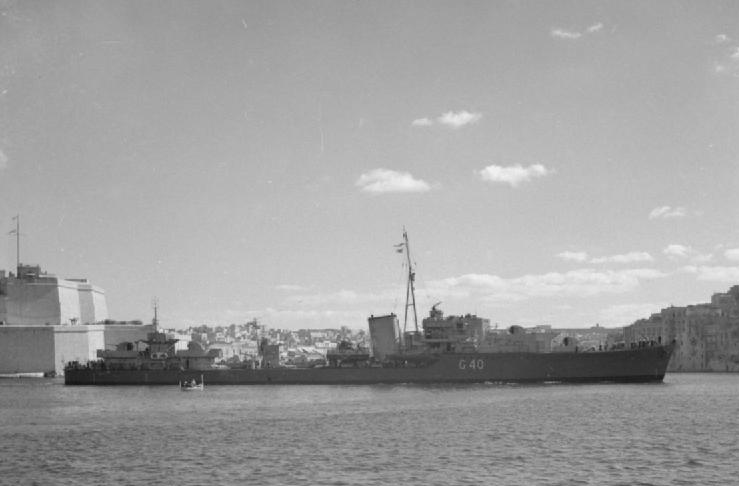
Der Flugabwehrzerstörer Lively

Im Mai 1942 hatte sie den Auftrag, feindliche Versorgungskonvois abzufangen. Am 10. Mai unternahm sie zusammen mit den Zerstörern Jervis, Kipling und Lively den Versuch, einen Geleitzug nach Bengasi abzufangen. Am 11. Mai 1942 wurde die Zerstörergruppe etwa 90 Seemeilen nordwestlich von Marsa Matruh von deutschen Ju-88-Bombern des Lehrgeschwaders 1 angegriffen. Die Lively wurde schwer getroffen und sank sofort. Bei den andauernden Angriffen erlitt auch die Jackal schwere Treffer, die an Bord Feuer auslösten. Trotzdem wurde sie von der Jervis in Schlepp genommen. Parallel dazu wurde auch die Kipling getroffen und sank. Als am 12. Mai das Feuer im Kesselraum außer Kontrolle geriet, wurde die Besatzung von der Jervis übernommen und die Jackal mit einem Torpedo versenkt. Das Wrack liegt auf der Position 32° 38′ N, 26° 20′ O.
15 Besatzungsmitglieder verloren bei den Bombenangriffen und der Schadensbekämpfung ihr Leben. Die Jervis erreichte mit 650 Überlebenden der drei verlorengegangenen Zerstörer Alexandria.

## Bewaffnung
Die Bewaffnung bestand aus sechs 120-mm-Kanonen in Doppellafetten Mk.XII zum Einsatz gegen See- und Luftziele (zwei Türme vor der Brücke, der hintere in überhöhter Position; eine Lafette auf einer Plattform hinten). Als Flakbewaffnung besaß der Zerstörer ein 2-Pfünder-Vierlingsgeschütz Mk.VIII auf einer Plattform hinter dem Schornstein sowie zwei Vierlings-0,5-inch-(12,7-mm)-Fla-MGs. Zehn Torpedorohre in zwei Sätzen von je fünf Rohren und 20 Wasserbomben komplettierten die Bewaffnung.
Die schlechte Verteidigungsfähigkeit der Klasse gegen Luftangriffe führte ab 1940 zum Austausch des hinteren Torpedorohr-Satzes gegen eine 102-mm-Mk.V-Flak. Später wurden auch die Vickers-FlaMGs durch vier einzelne Oerlikon-Maschinenkanonen ersetzt.